# Bergstrand (cràter)
Bergstrand és un cràter d'impacte que es troba a la cara oculta de la Lluna, just a sud-est del cràter prominent Aitken, i al nord-est del cràter Vertregt.

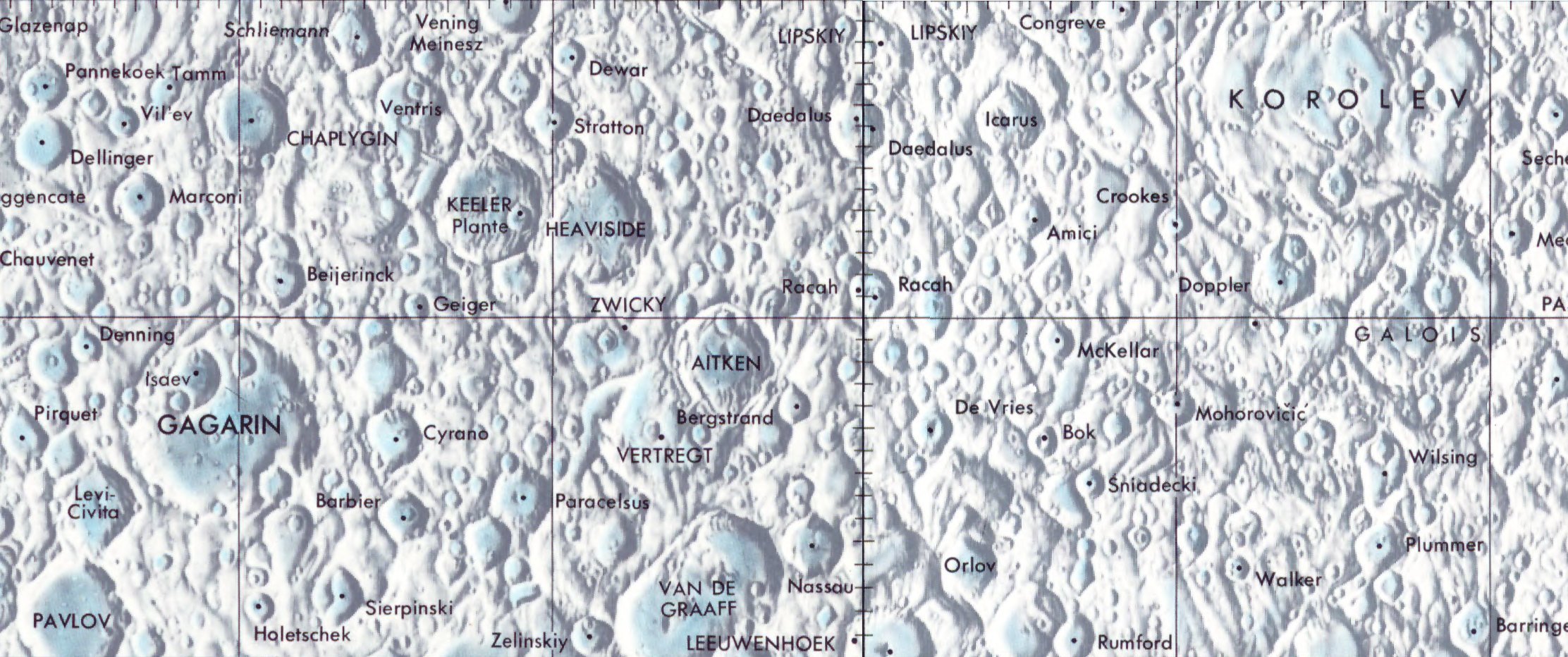
Localització de Bergstrand (centre inferior de la imatge)
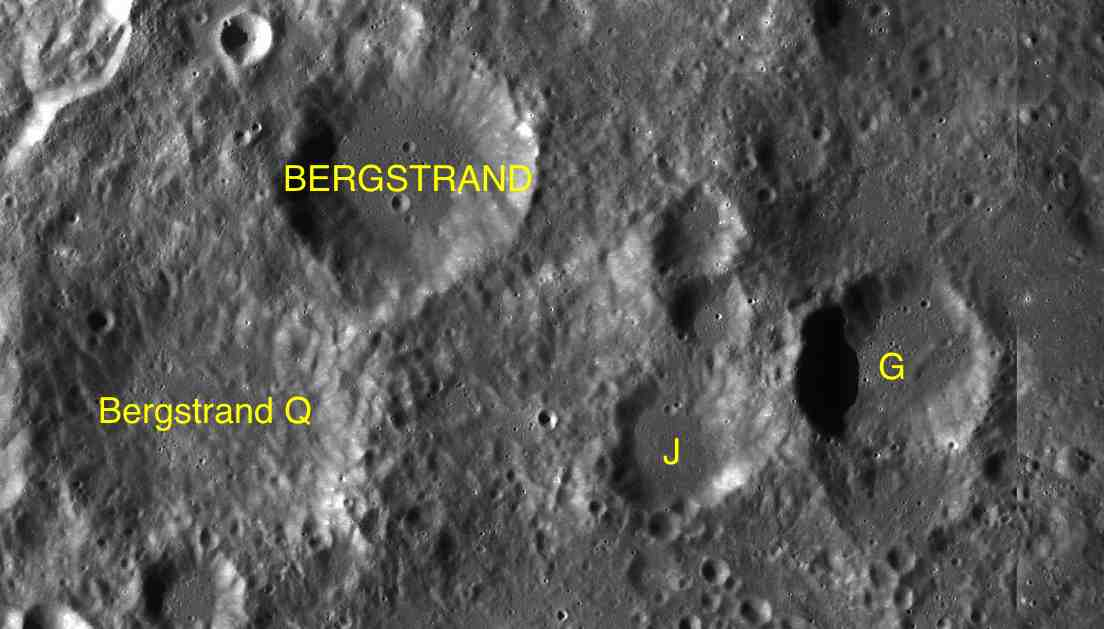
Cràters satèl·lit
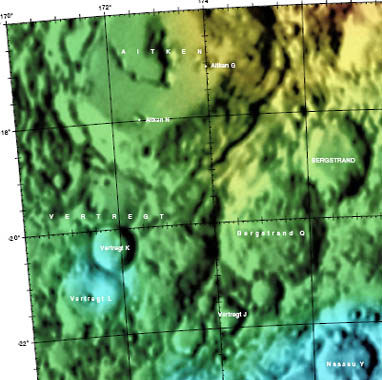
Rodalies de Bergstrand

La vora de Bergstrand és més o menys circular, excepte al llarg del sud-oest, on Bergstrand Q (el cràter satèl·lit més gran) s'introdueix a la paret exterior, només lleugerament desgastada, amb una petita marca superposada en la vora sud. El sòl interior és bastant pla, amb alguns petits cràters.

## Cràters satèl·lit
Per convenció aquests elements són identificats en els mapes lunars posant la lletra en el costat del punt central del cràter que està més proper a Bergstrand.
| Bergstrand | Coordenades                              | Diàmetre |
| ---------- | ---------------------------------------- | -------- |
| G          | 19° 52′ S, 179° 17′ E / 19.86°S,179.28°E | 32 km    |
| J          | 20° 14′ S, 178° 02′ E / 20.23°S,178.03°E | 28 km    |
| Q          | 19° 56′ S, 175° 11′ E / 19.94°S,175.19°E | 57 km    |